# Cornel Râpă
Cornel Emilian Râpă, wym. /'rɨ.pə/ (ur. 16 stycznia 1990 w Gałaczu) – rumuński piłkarz występujący na pozycji prawego obrońcy. Wychowanek Oțelula Gałacz, w swojej karierze grał także w Steaule Bukareszt , Pogoni Szczecin oraz Cracovii. Były reprezentant Rumunii.

## Statystyki
(aktualne na dzień 6 czerwca 2021)
| Klub               | Sezon              | Liga               | Liga  | Liga   | Puchar kraju | Puchar kraju | Europa | Europa | Suma  | Suma   |
| Klub               | Sezon              | Liga               | Mecze | Bramki | Mecze        | Bramki       | Mecze  | Bramki | Mecze | Bramki |
| ------------------ | ------------------ | ------------------ | ----- | ------ | ------------ | ------------ | ------ | ------ | ----- | ------ |
| Oțelul Gałacz      | 2008/09            | Liga I             | 9     | 0      | –            | –            | –      | –      | 9     | 0      |
| Oțelul Gałacz      | 2009/10            | Liga I             | 32    | 0      | –            | –            | –      | –      | 32    | 0      |
| Oțelul Gałacz      | 2010/11            | Liga I             | 33    | 1      | 1            | 0            | –      | –      | 34    | 1      |
| Oțelul Gałacz      | 2011/12            | Liga I             | 30    | 0      | 3            | 0            | 5      | 0      | 38    | 0      |
| Oțelul Gałacz      | 2012/13 (j)        | Liga I             | 14    | 0      | 2            | 0            | –      | –      | 16    | 0      |
| Oțelul Gałacz      | Ogólnie            | Ogólnie            | 118   | 1      | 6            | 0            | 5      | 0      | 129   | 1      |
| Steaua Bukareszt   | 2012/13 (w)        | Liga I             | 8     | 0      | –            | –            | 4      | 0      | 12    | 0      |
| Steaua Bukareszt   | 2013/14            | Liga I             | 6     | 0      | 3            | 0            | –      | –      | 9     | 0      |
| Steaua Bukareszt   | 2014/15            | Liga I             | 16    | 0      | 9            | 0            | 8      | 1      | 33    | 1      |
| Steaua Bukareszt   | 2015/16            | Liga I             | 18    | 1      | 6            | 0            | 1      | 0      | 25    | 1      |
| Steaua Bukareszt   | Ogólnie            | Ogólnie            | 48    | 1      | 18           | 0            | 13     | 1      | 79    | 2      |
| Pogoń Szczecin     | 2016/17            | Ekstraklasa        | 24    | 1      | 5            | 0            | –      | –      | 29    | 1      |
| Pogoń Szczecin     | 2017/18            | Ekstraklasa        | 31    | 0      | 2            | 0            | –      | –      | 33    | 0      |
| Pogoń Szczecin     | Ogólnie            | Ogólnie            | 55    | 1      | 7            | 0            | 0      | 0      | 62    | 1      |
| Cracovia           | 2018/19            | Ekstraklasa        | 24    | 1      | 1            | 0            | –      | –      | 25    | 1      |
| Cracovia           | 2019/20            | Ekstraklasa        | 35    | 3      | 3            | 0            | 2      | 0      | 40    | 3      |
| Cracovia           | 2020/21            | Ekstraklasa        | 30    | 1      | 5            | 1            | 1      | 0      | 37    | 2      |
| Ogólnie w karierze | Ogólnie w karierze | Ogólnie w karierze | 310   | 8      | 40           | 1            | 21     | 1      | 372   | 10     |

## Sukcesy

### Oțelul Gałacz
- Mistrzostwo Rumunii: 2010/2011
- Superpuchar Rumunii: 2011

### Steaua Bukareszt
- Mistrzostwo Rumunii: 2012/2013, 2013/2014, 2014/2015
- Puchar Rumunii: 2014/2015
- Superpuchar Rumunii: 2013
- Puchar Ligi Rumuńskiej: 2014/2015, 2015/2016

### Cracovia
- Puchar Polski: 2019/2020
- Superpuchar Polski: 2020